# Joliet, Illinois
Joliet är en stad i den amerikanska delstaten Illinois med en yta av 99,3 km². Staden är belägen i den norra delen av delstaten, cirka 65 km sydväst om Chicago. Befolkningen uppgår till cirka 124 000 invånare (2003), där cirka 18 procent är afroamerikaner och cirka 11 procent lever under fattigdomsgränsen. 